# 脇田哲志
脇田 哲志 (わきた てつし 1955年 - ) は、元NHKアメリカ総局長、中国総局長、国際放送局長。元京都光華女子大学副学長、教授。　京都光華女子大学名誉教授。

## 経歴

### 記者として
和歌山県橋本市出身。1974年、和歌山県立橋本高校を卒業。
1979年、京都大学法学部を卒業し、NHK入局。北九州放送局記者を経て、報道局社会部で、警視庁担当。1988年、プリンストン大学ウッドロー・ウイルソン国際公共政策大学院で客員研究員。帰国後、報道局国際部を経て、1991年からNHKロサンゼルス支局長。1993年、NHKアメリカ総局（ニューヨーク）に赴任し、主に国連を担当した。1995年に帰国後、報道局国際部デスク勤務。
1998年、NHK中国総局長に就任。
2002年から報道局国際部デスクを経たのち、2005年、国際部長に昇格。
2007年、NHKアメリカ総局長に就任。
2011年、国際放送局長に就任し、2013年7月末、NHKを退職。

### 学者として
2013年９月、京都光華女子大学教授に就任。
2014年4月、京都府立大学（京都三大学教養教育研究・推進機構）特任教授（〜2017年まで）。
2015年4月、京都光華女子大学短期大学部長（〜2021年まで）。
2018年4月、同大学入学・広報センター長（〜2023年まで）。
2019年4月、同大学の副学長（〜2023年まで）。
2020年4月、同大学の国際交流センター長（〜2021年まで）。
2023年4月、京都光華女子大学 名誉教授